# Симеон Драговчев
Симеон Драговчев е български революционер, деец на Вътрешната македоно-одринска революционна организация.

## Биография
Симеон Драговчев е роден в 1884 година в разложкото село Баня, тогава в Османската империя, днес в България. Завършва IV отделение и работи като ковач железар. Присъединява се към ВМОРО и действа като куриер на Организацията. В 1902 година участва в пренасянето на парите от откупа за мис Елън Стоун заедно със Саве Говедаров, Иван Груев, Христо Николов Бояджиев, Никола Маноилов Дръделов и войводите Яне Сандански и Симеон Молеров до Белица. Става четник в четата на Иван Вапцара. Участва в сражението при Голешово, Валовищко, заедно с Пейо Яворов срещу турска войска. През Илинденско-Преображенското въстание през лятото на 1903 година се сражава с османците при Яловарника над Банско, при Белица и Семково. През септември 1912 година е в четата на Пейо Яворов. При избухването на Балканската война през есента е доброволец в Македоно-одринското опълчение и служи в четата на Иван Вапцаров.
Умира след 1943 година.